# Mielocyt
Mielocyty są trzecim z kolei morfologicznie wyróżnialnym stadium rozwojowym granulocytów. Komórki te osiągają średnicę 16-24 mikrometrów i rozwijają się z promielocytów.
Jądro zaczyna zatracać swój kulisty kształt, chromatyna natomiast staje się w mielocytach bardziej skondensowana. Także jąderka stają się mniej wyraźne, zaś stosunek jądra do cytoplazmy wynosi 1:1. W cytoplazmie tych komórek zaczyna dominować inny niż w promielocytach rodzaj ziaren – pojawiają się ziarnistości kwaso-, zasado- i obojętnochłonne, co pozwala na zróżnicowanie się tych komórek do określonego typu granulocytu (odpowiednio: kwaso-, zasado- lub obojętnochłonnego).